# Lepidobatrachus llanensis
Lepidobatrachus llanensis (nombre común: escuerzo de los llanos, escuerzo de las salinas de escudo ancho) es una especie de anuro de la familia Ceratophryidae. Se encuentra en el norte de Argentina, el oeste de Paraguay y el sur de Bolivia.

## Hábitat y ecología
Lepidobatrachus llanensis es una rana acuática que habita en matorrales secos y áreas semiáridas en elevaciones por debajo de 300m. La cría se lleva a cabo en charcas temporales y tanques de agua en las estancias ganaderas. Durante la estación seca, estas ranas excavan bajo tierra, solo para emerger nuevamente después de la lluvia. Para hacer frente a condiciones secas, forman un capullo protector, que reduce en gran medida la pérdida de agua. 

## Conservación
Lepidobatrachus llanensis es un anfibio poco común que vive en dos poblaciones aisladas una de la otra, la primera en el chaco árido, y la segunda en el norte chaqueño. Está amenazado por la pérdida de hábitat causada por la expansión de la agricultura, la extracción de madera y la contaminación. Ocurre en varias áreas protegidas en Argentina y Paraguay.